# كاميرانو فرونتيرا

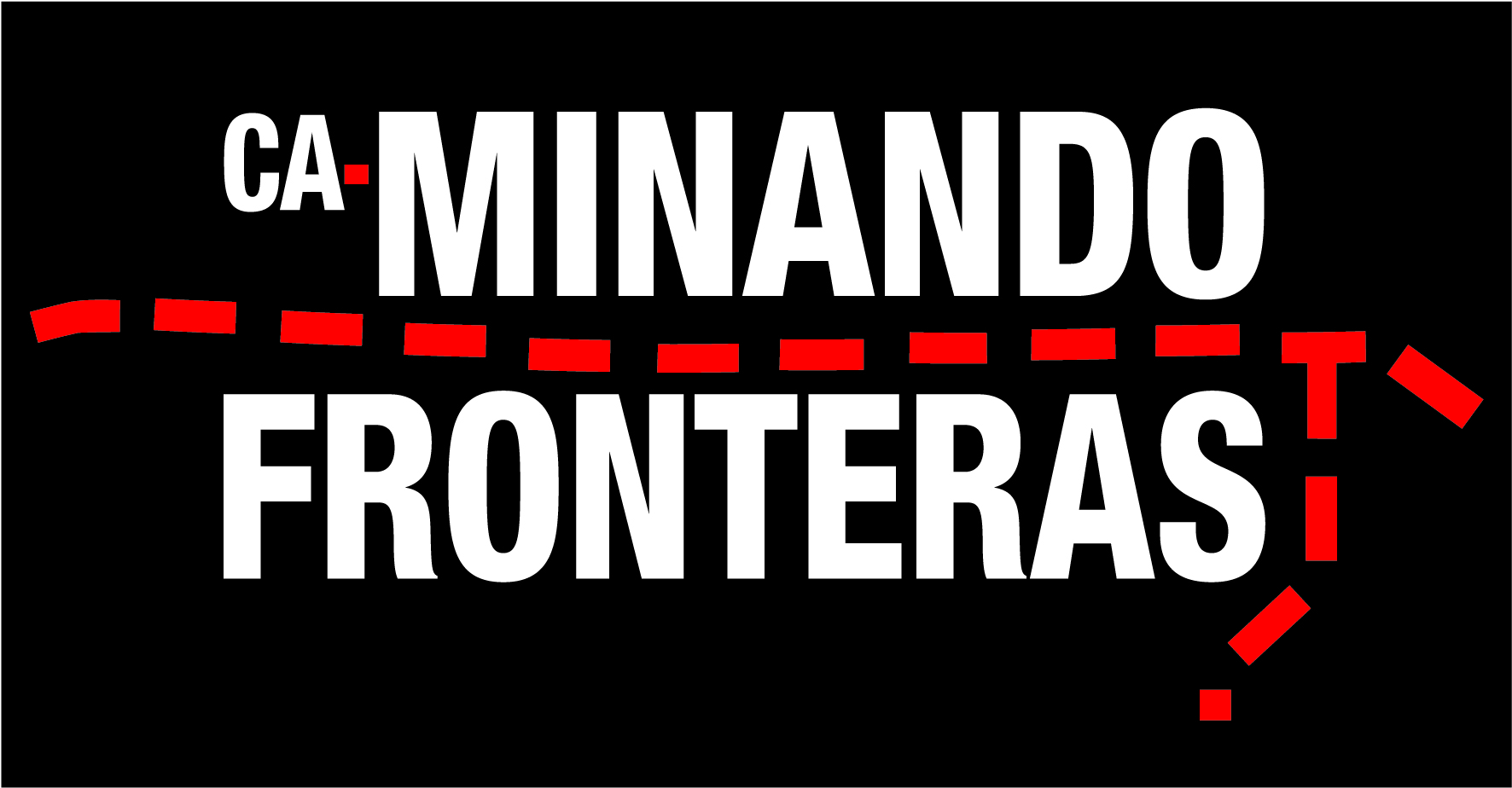
الحودد

تعد «كاميناندو فرونطيراس» منظمة اجتماعية في مجال الدفاع عن حقوق المهاجرين. أسست في عام 2002 وتعمل بنظرة دولية تدعم فيها المجتمعات المهاجرة في بلدان الأصل والعبور والوصول. وتقوم بانتقاد المناطق الحدودية بكونها مناطق لا يطبق فيها القانون وتهدف أيضا إلى استرجاع حقوق المهاجرين ككافة البشر.
يشكل دورها كشاهد يعمل مباشرة مع المهاجرين أهمية كبرى في قضايا مثل «مأساة طاراخال» وعمليات طرد المهاجرين بطريقة فورية وغير قانونية وحالات وفاة نتيجة العنف من قبل عناصر الدولة والشكوى في حال اختفاء الناس في البحر الأبيض المتوسط وعملية التعرف عن الضحايا والتعويضات.

## الأهداف
الأهداف الأساسية للجمعية هم: وضع حد للمناطق الحدودية كمانطق لا قانونية والالتزام بحقوق الإنسان فيها والعبور الحر لكل الأشخاص التي تتحرك بغض النظر عن أصلها.

## الهمام
الحق في الحياة:
واحدة من مهماتها الأساسية هي الدفاع عن الحق في الحياة للأشخاص الذين يعبرون من الحدود. منذ أكثر من اثنان وعشرين سنة تنسق الجمعية مع الخدمات العاماة الإسبانية والمغربية عندما يكون هناك قوارب في خطر في البحر. وقامت بهذا الشكل بالدفاع عن حياة الأف من الأشخاص.
العمل السياسي:
تنتقد العنف والعنصرية من قبل المؤسسات والنتائج المباشرة التي تسببها في حياة وأجسام المهاجرين. مشيرتا إلى المسؤولية السياسية لهذه المؤسسات بواصطة آليات الشكوى العامة ورفع القضايا على الصعيد الوطني والدولي.
تكوين الفكر:
تقاوم الخطابات التي تحاول تجريم الهجرة بتوفير مجالات وإمكانيات يمكن لمهاجرين فيها صنع فكر مغاير وخاص. وضيفتي توثيق وإظهار حقيقة المناطق الحدودية وأيضا تكذيب المقولات العنصرية تعد شديدة الأهمية ويمكن الإطلاع عليها في أبحاث الجمعية.
عملية تحويل الألم إلى عدالة:
تأسيس عمليات الحصول على الحقيقة والعدالة ثم التعويض وعدم الإعادة من أجل ضحايا الحدود وعائلاتهم. تقوم الجمعية بعمليات البحث عن الأشخاص المفقودين والتعرف على المتوفيين في الحدود، مدافعتاً عن حقهم في الكرامة والهوية. تقوم كذالك بمساندة مجتمعات وعائلات هاته الحالات بالتنظيمات الازمة من أجل المطالبة بالذاكرة والكشف عن المسؤولين والسعي لتحقيق العدالة.